# Dinematocricus pulvinatus
Dinematocricus pulvinatus är en mångfotingart som beskrevs av Carl Graf Attems 1914. Dinematocricus pulvinatus ingår i släktet Dinematocricus och familjen Rhinocricidae. Inga underarter finns listade i Catalogue of Life.